# Bob Woolmer
Pour les articles homonymes, voir Woolmer.
Robert Andrew Woolmer (né le 14 mai 1948 à Kanpur, Inde, décédé le 18 mars 2007 à Kingston, Jamaïque), communément appelé Bob Woolmer, était un joueur, entraîneur et commentateur anglais de cricket. D'abord spécialiste du pace bowling, il devint progressivement un batteur doué et fit ses débuts avec l'équipe d'Angleterre en One-day International en 1972 et en Test cricket en 1975. Après sa carrière de joueur, il entraîna avec succès le Warwickshire County Cricket Club puis prit les rênes de l'équipe d'Afrique du Sud et l'équipe du Pakistan. À la tête de celle-ci lors de la Coupe du monde 2007, il fut retrouvé mort le lendemain de l'élimination surprise de son équipe au premier tour. La police jamaïcaine conclut d'abord à un meurtre mais se rétracta trois mois plus tard et reconnut qu'il était mort de causes naturelles.

## Biographie

### Carrière de joueur
Lui-même fils d'un joueur de cricket, Bob Woolmer étudie dans le Kent. Il fait ses débuts en first-class cricket en tant qu'all-rounder pour le Kent County Cricket Club en 1968, à l'âge de vingt ans.
Il fait ses débuts en One-day International avec l'équipe d'Angleterre en 1972 contre l'équipe d'Australie à Old Trafford, jouant ainsi le deuxième ODI de l'histoire du cricket. Il en jouera occasionnellement quelques autres. Il fait ses débuts en Test cricket avec la sélection en 1975, toujours contre l'Australie. Écarté après son premier test, il réapparaît dans l'équipe lors du dernier match de la série, dans lequel il réussit à marquer 149 runs dans le deuxième innings. Il réussit encore deux centuries contre les Australiens en 1977.
En 1977 toujours, il rejoint la ligue rebelle de Kerry Packer, la World Series Cricket, interrompant ainsi sa carrière internationale. Il retrouve la sélection en 1981 puis 1982, sans retrouver son niveau du milieu des années 1970. Cette année-là, il participe à une tournée rebelle en Afrique du Sud, alors que celle-ci est au ban du cricket mondial. Cette décision met cette fois-ci définitivement un terme à sa carrière internationale.

### Carrière d'entraîneur
Après une expérience en Afrique du Sud, puis à la tête de l'équipe B du Kent County Cricket Club, Bob Woolmer devient entraîneur du Warwickshire County Cricket Club en 1991. Il mène le club vers les sommets : en 1993, le Warwickshire remporte le NatWest Trophy, puis, en 1994, gagne les trois autres trophées mis en jeu en Angleterre : le County Championship, la Sunday League et la Benson & Hedges Cup.
La même année, il prend les rênes de l'équipe nationale d'Afrique du Sud. Les débuts de Woolmer comme entraîneur des Proteas sont catastrophiques, avec six ODI perdus face au Pakistan. Mais, avec Woolmer à sa tête, la sélection sud-africaine gagne 10 des 15 séries de tests et 73 % de ses ODI entre 1994 et 1999. Malgré ce fort taux de victoires, l'Afrique du Sud échoue deux fois à remporter la Coupe du monde, d'abord lors de l'édition 1996, où elle échoue en quarts de finale après avoir fini première de sa poule, puis lors de l'édition 1999, où Australiens et Sud-Africains réussissent le même total de runs en demi-finale, les Aussies passant au bénéfice de leur victoire sur les Sud-Africains lors du tour précédent. Woolmer quitte la sélection sud-africaine après cette déception.
Il retrouve le Warwickshire en 2000, puis travaille par la suite pour l'International Cricket Council pour aider au développement du cricket dans les pays où il est peu implanté. En 2004, il prend la tête de l'équipe du Pakistan, après que celle-ci a perdu sur son sol contre l'Inde une série de tests 1-2 et une série d'ODI 2-3. Avec Woolmer à sa tête, le Pakistan prend sa revanche début 2005 en Inde, où la série de tests se termine par une victoire partout et la série d'ODI est remportée par les Pakistanais 4-2. La même année, le Pakistan bat l'équipe d'Angleterre juste après que celle-ci a regagné les Ashes contre les Australiens, puis remporte une nouvelle série de tests contre l'Inde. En février 2006, le Pakistan perdra 1-4 une série d'ODI contre cette même équipe. Lors de la Coupe du monde 2007, le Pakistan perd son premier match contre les Indes occidentales, puis, à la surprise générale, est battu par l'équipe d'Irlande, qui n'a pas le statut de test. Le 17 mars, le Pakistan est ainsi éliminé de la compétition.

### Décès et enquête
Bob Woolmer est retrouvé mort dans son hôtel de Kingston, en Jamaïque, le 18 mars 2007, le lendemain de l'élimination surprise de son équipe au premier tour de la coupe du monde. La police jamaïcaine ouvre quelques jours plus tard une enquête pour meurtre. Celle-ci reconnaît, le 12 juin, avoir fait une erreur, après avoir reçu l'aide de la police pakistanaise et de Scotland Yard, et annonce que Woolmer est mort de causes naturelles.

## Équipes

### Joueur
- Kent (1968 - 1984)
- Marylebone Cricket Club (1973 - 1977)
- Natal (1973 - 1976)
- Province de l'Ouest (1980 - 1981)

### Entraîneur
- Warwickshire (1991 - 1994, 2000 - 2002)
- Afrique du Sud (1994 - 1999)
- Pakistan (2004 - 2007)

## Récompenses individuelles
- Un des cinq Wisden Cricketers of the Year de l'année 1976.